# Limanowa
Limanowa es una ciudad polaca de unos 15000 habitantes que se sitúa en un valle rodeado de suaves montañas en el voivodato de Pequeña Polonia. 

## Historia
La leyenda cuenta que un extenso bosque cubría la región en la que hoy se encuentra Limanowa. Dos hermanos cazadores abrieron un claro de bosque y establecieron el primer asentamiento. Por esta razón un roble, un cuerno de caza y un hacha están representados en el escudo de la ciudad.
Las menciones más antiguas de Limanowa se remontan a 1496, cuando se documenta que el entonces pueblo era propiedad de la familia de los Słupski. En 1520, la propiedad paso a manos de  Achacy Jordan, quien se encargó de fundar una corte de justicia.
En 1565 el rey Segismundo II Augusto Jagellón otorgó los derechos para que el pueblo se convirtiera en ciudad. Durante los treinta años siguientes se exoneró a los residentes del pago del impuesto a la corona, permitiendo que la ciudad se desarrollara rápidamente. Sin embargo el poder económico de la ciudad declinó a causa de la plaga seguida por una invasión sueca que en 1655 causó la destrucción de Limanowa.
Debido a sus construcciones de madera, Limanowa fue continuamente azotada por incendios.  El peor de ellos ocurrió en el año 1759 dejando a la ciudad completamente en ruinas. Limanowa tardó en ser reconstruida hasta la época de las Particiones de Polonia cuando fue incorporada a la austriaca provincia de Galitzia. La ciudad floreció de nuevo como centro de intercambio económico, llegando a albergar más de dieciocho mercados por año.
Durante la Primera Guerra Mundial, Limanowa se encontraba en el Frente Oriental. Entre el 1 y el 9 de diciembre de 1914  fue el centro de la batalla de Limanowa. En ese entonces, el Ejército Austrohúngaro repelió el avance Ruso suroccidental entre Limanowa y Cracovia.
Durante la Segunda Guerra Mundial, Limanowa fue invadida por soldados alemanes que se encargaron también de establecer un gueto. Más de tres mil seiscientos habitantes perecieron, de los cuales la gran mayoría era de origen judío.